# Felix Tower
La Felix Tower est un gratte-ciel résidentiel construit construit dans le Central Business District de Brisbane en Australie de  2002 à 2004. Sa hauteur est de 131 mètres pour 40 étages.
Sa construction a coûté 41 millions de $ .
Il a été conçu par l'agence d'architecture Cottee Parker Architects